# S. Lobo
Sandro Gomes, mais conhecido como S. Lobo ou apenas Lobo, é um editor e roteirista de quadrinhos brasileiro.
Começou sua carreira em 1991, como estagiário na Bienal Internacional de Quadrinhos. Na mesma época, escreveu sua primeira HQ, Claustrofobia, ilustrada por Caco Xavier. Em 2003, foi editor da revista independente Mosh!. Foi ainda coordenador editorial da Desiderata e sócio-editor da Barba Negra até que, em 2021, fundou a Brasa Editora.
Em 2021, voltou também a atuar como roteirista, publicando o romance gráfico Lovistori, com desenhos de Alcimar Frazão.
Lobo ganhou o Troféu HQ Mix de melhor publicação independente e de melhor publicação mix em 2005 e 2006, ambos pela revista Mosh!.